# 조선-러시아 우정의 다리
조선-러시아 우정의 다리(러시아어: Мост Дружбы, 문화어: 조선-로씨야 우정의 다리)는 조선민주주의인민공화국 나선시와 러시아 프리모르스키 변경주을 연결하는 다리이다. 두만강변에 위치하고있다. 한국 언론에서는 신의주의 조중우의교처럼, 나선시의 두만강철교(豆滿江鐵橋)라고 부른다.

## 역사
소련과 조선민주주의인민공화국을 연결하는 철도는 1952년에 개통했지만 개통 초기에는 두만강을 넘는 구간은 나무로 된 간이 다리였다. 이를 대체 형태로 건설되어 1959년 8월 9일에 개통되었다. 오늘에 이르기까지 양국을 연결하는 유일한 육로이다. 이 철교는 고도가 낮기 때문에 중국 영내의 훈춘 시에서 동해로 나오는 데 있어서 장벽이 되고 있다. 
1990년대 중국의 제안에 따라 유엔 개발 계획 (UNDP) 주도로 시작된 "두만 개발 계획" 이후 중국측은 러시아와 북한 양국에 철교를 개조하도록 일관되게 주장 해왔다. 그러나 정치적인 이유로 러시아 북한 양국은 아직 동의하지 않는다. 2009년부터 2011년까지 양국의 국경에서 라진항까지의 54km의 개량 공사를 2011년 10월 13일에 완성하고 2013년 9월 22일에 준공식이 열렸다.

## 자동차용 다리
2013년 나선시와 러시아 하산 (프리모르스키 지방)시에 연결되는 철교가 개통되었지만, 아직 자동차용 다리가 없다.
2018년 3월 21일, 알렉산드르 갈루슈카 러시아 극동개발부 장관이 평양을 방문해 북한과 무역, 경제, 과학, 기술 협력위원회(경제협력위원회) 제8차 회의를 개최했다. 북한과 무역 거래를 위한 ‘우정의 다리(Friendship Bridge)’ 건설을 위한 업무팀을 조직하기로 합의했다.
2019년 3월 6일, 북한 김영재 대외경제상이 모스크바를 방문해 알렉산드르 코즐로프 극동개발부 장관을 만나 러-북 경제협력위원회 제9차 회의를 개최했다. 러시아 극동 하산역과 북한 두만강역을 연결하는 자동차 도로용 교량 건설 프로젝트도 논의했다. 러시아와 북한은 지난 2015년부터 두만강을 가로지르는 자동차 통행용 교량 건설 협상을 벌여오고 있다.
2025년 2월부터 자동차로 다닐 수 있는 다리를 건설하기로 합의하였다.

## 같이 보기
- 바라놉스키-하산 선
- 두만강선
- 신두만강대교